# Jezioro Storkowskie Dolne
Jezioro Storkowskie Dolne – jezioro na Pojezierzu Ińskim, położone w woj. zachodniopomorskim, w powiecie łobeskim, w gminie Węgorzyno. Powierzchnia zwierciadła wody wynosi 4,48 ha.
Zbiornik w typologii rybackiej jest jeziorem linowo-szczupakowym.
Administratorem wód Jeziora Storkowskiego Dolnego jest Regionalny Zarząd Gospodarki Wodnej w Szczecinie. Utworzył on obwód rybacki obejmujący Jez. Storkowskie Dolne, Jez. Storkowskie Górne oraz ciek łączycy oba jeziora i uchodzący do jeziora Węgorzyno
Przy południowym brzegu jeziora przebiega droga krajowa nr 20 ze Stargardu do Gdyni.
Do 1945 roku jezioro posiadało niemiecką nazwę Mittel Schwarz See.